# Bismarckturm (Vacha)

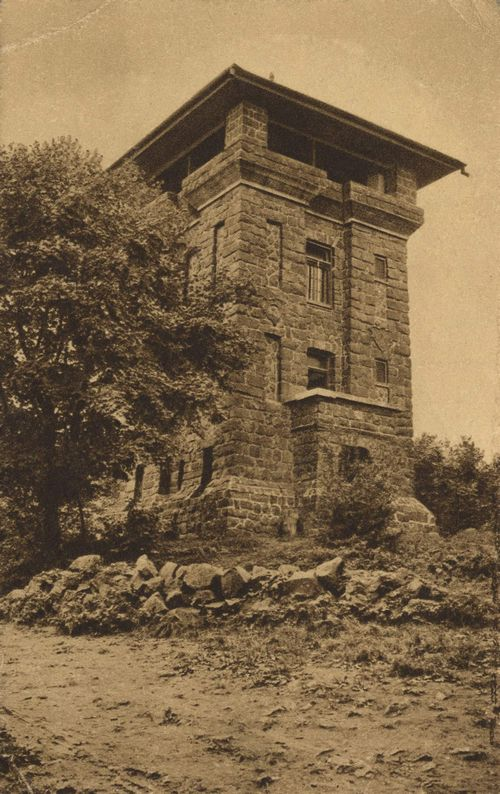
Bismarckturm bei Vacha

Der Bismarckturm Vacha war ein 1902 errichteter Aussichtsturm auf dem Öchsenberg bei Vacha im heutigen Wartburgkreis in Thüringen.

## Geschichte
Erste Ideen für die Errichtung eines Bismarckturms in Vacha datieren aus dem Jahr 1898. 1901 ergriff der örtliche Rhönklub-Zweigverein die Initiative; es wurde ein Bauausschuss gebildet und die Architekturleistungen ausgeschrieben. Angenommen wurde schließlich der Entwurf des Eisenacher Architekten und Maurermeisters Walter Heerwagen, der auch die Bauausführung übernahm. Die Grundsteinlegung fand am 20. Mai 1902 statt. 
Die vorab auf 5900 Mark geschätzten Baukosten beliefen sich tatsächlich auf 7736 Mark. Am 2. September 1902 wurde der Turm eingeweiht und das Feuer an seiner Spitze erstmals entzündet. Es war bis zur Wartburg bei Eisenach sichtbar. 1904 waren erste Ausbesserungsarbeiten am Turm notwendig. Während des Ersten Weltkriegs und in den Jahren danach wurde die Anlage beschädigt und verfiel.
Erst 1924 erfolgte eine Renovierung, bei der der Turm ein neues Dach an Stelle der Feuerschale erhielt, was seine Höhe auf 17 Meter brachte. 1937 erwarb der Rhönklub-Zweigverein das Grundstück, auf dem er den Turm errichtet hatte. 1948 fiel das Eigentum an die Stadt Vacha.
Seine Bedeutung als Ausflugsziel verlor der Turm nach 1950 durch seine Lage nahe der Innerdeutschen Grenze und aufgrund des benachbarten Basalt-Tagebaus. Zuletzt als Trigonometrischer Punkt genutzt, wurde der Turm am 11. November 1978 durch den VEB Rhönbasalt Vacha gesprengt, da er der Erweiterung des Tagebaus weichen sollte. In der Folge war der obere Bergbereich für die Öffentlichkeit nicht mehr zugänglich.

## Architektur
Der Turm war 12 Meter hoch, hatte einen quadratischen Grundriss von vier Metern mal vier Metern, war massiv gebaut und drei Geschosse hoch. Der vorgebaute Erker diente der ersten Etage als Balkon. Auf dem Flachdach, das auch als Aussichtsplattform diente, befand sich ursprünglich die Feuerschale mit zwei Metern Durchmesser. 1924 wurde die Schale entfernt und die Aussichtsplattform überdacht.